# زنبور قلیایی
زنبور قلیایی (به انگلیسی: nomina melanderi) از خانواده halictidaeکه از آن در آمریکا برای گرده افشانی مزارع یونجه به‌طور مؤثر استفاده می‌شود و پرورش آن به صورت یک شغل درآمده‌است. این زنبورها به‌طور انفرادی در خاک زندگی می‌کنند ولی تمایل دارند که لانه خود را در نزدیک یکدیگر و در بنادر خاک‌های خاک شور و خاک قلیایی بنا کنند. جثهٔ این زنبور به اندازه جثهٔ زنبور عسل معمولی است و رنگ آن سیاه و دارای نوارهای عرضی بر روی شکم است. این زنبور به‌طور گروهی در مجاورت یکدیگر اقدام به ساختن لانه‌های انفرادی می‌کنند به طوری که گاهی در یک سطح حدود ۲۰۰متر مربعی تا ۱۰۰ هزار لانه انفرادی توسط اجتماعی از این زنبورها ایجاد می‌شود. لانهٔ این زنبور دهانه‌ای به قطر یک مداد و عمق ۱۰ تا ۲۵ سانتی‌متر دارد. این زنبور دیواره‌های لانه و سطح خاک اطراف آن را با بزاق خود محکم و صاف می‌کند و مقداری گرده گل آغشته به شهد را در ته آن قرار می‌دهد و سپس تخم خود را در انتهای مجرای لانه وروی کاغذ می‌گذارد و این تخم در اواخر بهار تا اوایل تابستان به نوزاد تبدیل می‌شود. دوره جنینی تخم ۳ روز و مدت رشد لارو ۸روز است. لارو کامل ۱۰ ماه به صورت لارو می‌ماند که بیشتر این مدت را در حالت خواب زمستانه است. پس از ۱۰ ماه لارو به شفیره تبدیل می‌شود و شفیره پس از حدود ۱۴ روز به حشره بالغ تبدیل می‌شود اما طول عمر حشرهٔ بالغ فقط چند روز است. حشره ماده در حین ساختن لانه جفت‌گیری می‌کند. این حشره ۱۵ تا ۲۰ لانه می‌سازد و پس از اتمام هر لانه و قرار دادن غذا و تخم در آن، درب آن را می‌بندد و دیگر به آن توجه نمی‌کند. غذای زنبور قلیایی از شهد و گرده یونجه تشکیل می‌شود که ضمن جمع‌آوری غذا، به‌طور مؤثر میزبان خود (یعنی گیاه یونجه را) گرد افشانی می‌کند. این حشره ممکن است به سراغ گیاهان دیگر نیز برود ولی گرده افشانی سایر گیاهان توسط او قابل توجه نیست.